# Doença tropical
Doenças tropicais são doenças infecciosas que são associadas às regiões tropicais e subtropicais, onde há um histórico maior de ocorrência e maior dificuldade de controle.
O Programa Especial para Pesquisa e Treinamento em Doenças Tropicais (Special Programme for Research and Training in Tropical Diseases, abreviado TDR), da Organização Mundial da Saúde, centra-se em doenças infecciosas negligenciadas que afetam, de maneira desproporcional, populações pobres e marginalizadas, muitas vezes situadas em regiões interioranas, onde seu combate é ainda mais complicado. A lista atual de doenças inclui as 16 seguintes, juntamente a seus vetores:
| Doenças                            | Vetores                                              | Vetores                                              |
| Doenças                            | Inseto                                               | Gênero/Espécie                                       |
| ---------------------------------- | ---------------------------------------------------- | ---------------------------------------------------- |
| Tripanossomíase africana           | mosca                                                | Glossina (tsé-tsé)                                   |
| Dengue                             | mosquito                                             | Aedes aegypti                                        |
| Leishmaníase                       | mosquito-palha                                       | mosquito-palha                                       |
| Malária                            | mosquitos                                            | Anopheles                                            |
| Esquistossomose                    | trematódeo                                           |                                                      |
| Tuberculose                        | Mycobacterium tuberculosis ou Bacilo de Koch (BK)    | Mycobacterium tuberculosis ou Bacilo de Koch (BK)    |
| Doença de Chagas                   | protozoário                                          | Trypanosoma cruzi                                    |
| Lepra ou Hanseníase                | Mycobacterium leprae                                 | Mycobacterium leprae                                 |
| Filariose linfática ou Elefantíase | filária                                              | Wuchereria bancrofti                                 |
| Oncocercíase                       | dípteros                                             | Simulium (chamados de mosquitos borrachudos)         |
| Ebola                              | pessoas ou animais contaminados pelo vírus           | pessoas ou animais contaminados pelo vírus           |
| Febre amarela                      | mosquito                                             | Aedes aegypti                                        |
| Hepatite                           | contato com material orgânico contaminado pelo vírus | contato com material orgânico contaminado pelo vírus |
| Conjuntivite                       | contato com material orgânico contaminado pelo vírus | contato com material orgânico contaminado pelo vírus |
| Zika Vírus                         | mosquito                                             | Aedes aegypti                                        |
| Febre Chikungunya                  | mosquito                                             | Aedes aegypti                                        |

A incidência das doenças tropicais nas proximidades do Equador é condicionada por inúmeros fatores econômicos, biológicos e ecológicos, estando diretamente atrelada à situação de subdesenvolvimento de inúmeros países que estão localizados entre os trópicos de Câncer e Capricórnio.
Na prática, o termo “tropical diseases” se refere àquelas patologias infecciosas que se proliferam em condições climáticas úmidas e quentes. Porém, essa nomenclatura ressalta implicitamente uma dimensão fatalista ligada às áreas intertropicais, ocultando que a incidência de doenças infectocontagiosas endêmicas é maior devido às precárias situações socioeconômicas. As condições de extrema pobreza, a manutenção dos quadros de desigualdade, a desestruturação ou inexistência de sistemas de saúde, a ineficiência de políticas públicas direcionadas às áreas rurais ou empobrecidas as tornam mais letais e desestruturantes. São doenças de áreas insalubres, que incidem sobre populações pauperizadas e colonizadas que, historicamente, se concentram nos Trópicos.
A medicina tropical lida com complexos ciclos de vida de parasitas em diversos hospedeiros, vetores e a influência nos processos biológicos e ciclos econômicos. Algumas dessas doenças são causadas por protozoários, como a Doença de Chagas ou a Tripanossomíase africana; outras por infecções virais, como a Dengue e, ainda, há aquelas causadas por vermes como as esquistossomíases e a oncocercíase. 

## Contexto Histórico
As inovadoras e revolucionárias descobertas de Louis Pausteur( 1822-1895), químico francês, relativas à vida microbiana foram essenciais à conformação do campo da microbiologia, associando doenças infecciosas aos seus parasitas específicos transmitidos por seus vetores. Houve em diversos casos um grande otimismo sobre a possibilidade de erradicação de determinadas doenças a partir do combate a esses vetores, uma vez descobertos.
Nesse contexto, algumas doenças infecciosas que eram verdadeiros empecilhos aos projetos imperialistas dos países Europeus em África e Ásia. Por exemplo, a construção de ferrovias, canais e outras estruturas necessárias à exploração de recursos locais ,passaram a ser desveladas à luz  da ciência bacteriológica emergente e receberam o nome por Patrick Manson de “Doenças Tropicais”.
A criação da categoria de doenças tropicais ou exóticas, durante o século XIX, surgiu dessa necessidade de criar um sistema de conhecimento médico capaz de enfrentar as doenças que assolavam regiões de domínio britânico, na Ásia, África e Oriente Médio. As inúmeras expansões colonizadoras descortinaram um mundo repleto de riquezas exploráveis e doenças desconhecidas. A intervenção em regiões inexploradas, com o avanço do imperialismo europeu, aumentou as interações entre microrganismos e organismos humanos e, consequentemente, o número de doenças. O período de maior estudo sobre as doenças tropicais, no início do século XX, coincidiu com a necessidade de sustentar e tornar rentáveis os empreendimentos colonialistas.  
É importante destacar que a produção do conhecimento sobre as Doenças Tropicais não ficou restrita ao norte global. Nos próprios países, onde construíam-se laboratórios e centros de pesquisa, houve participação direta dos cientistas locais nas descobertas, como foi o caso da Doença de Chagas, nomeada de tal forma por conta do importante cientista brasileiro Carlos Chagas, além de negociações entre os diferentes locais de saber acerca das características, vetores, profilaxia, etc. Diversos pesquisadores de diferentes países da América do Sul, por exemplo, participaram do processo de globalização do paradigma da medicina tropical.